# Tunnel de Finse
Le Tunnel de Finse (norvégien : Finsetunnelen) est un tunnel ferroviaire de 10 300 mètres de long (10 589 mètres en comptant les structures en béton à chaque sortie du tunnel), à l'Ouest du village de montagne de Finse, situé dans la commune d'Ulvik, dans le comté de Vestland, Norvège. Le tunnel fait partie du trajet de la Ligne de Bergen reliant les villes d'Oslo et de Bergen. Il s'agit du plus long tunnel sur cette ligne, et du quatrième plus long tunnel ferroviaire de Norvège,. Le point le plus élevé dans le tunnel (1 237 mètres) est aussi le point le plus élevé de la ligne de Bergen et du réseau ferré norvégien dans son intégralité.
Le tunnel a été construit pour améliorer la régularité des passages de trains au niveau de la région de Finse, car cette section de la ligne étaient régulièrement bloquée par la neige. Les premiers plans ont été élaborés dans les années 1980 afin de retirer la section à risque régulièrement enneigée, et par la même occasion, raccourcir la longueur et la durée du trajet. La construction du tunnel a débuté en 1990 et il a été inauguré par le roi Harald V le 16 mai 1993. À la suite de la construction de ce tunnel, 32 kilomètres de chemins de fer ont été réaménagés dans la même région afin d'augmenter la vitesse de passage des trains dans la zone, de réduire le parcours et d'améliorer la protection de la voie de chemins de fer face au climat. Ces réaménagements ont été réalisés en cinq étapes et terminés en 1998.

## Histoire
Quand la ligne de Bergen a ouvert en 1909, ce fut le premier chemin de fer reliant l'est et l'ouest de la Norvège. Ce chemin de fer a fait face à de nombreux défis d’ingénierie durant sa construction et après son ouverture, l'hiver s'est avéré être un grand adversaire pour maintenir la ligne ouverte. Tout particulièrement, la partie autour de Finse était très régulièrement enneigée, malgré le passage journalier d'un chasse-neige. Ceci entraînait de fréquents ralentissements et arrêts sur la ligne.

### Lancement de l'idée

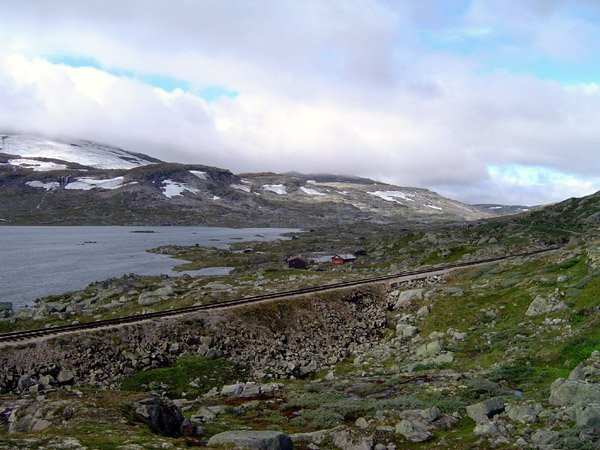
Partie du chemin de fer de la Ligne de Bergen maintenant remplacée par le tunnel

Pour résoudre ce problème, les Chemins de fer de l'État norvégien (NSB) ont construit des abris à neige tout au long de la ligne, et plus particulièrement sur la section reliant la Gare de Finse à la Gare d'Hallingskeid. Sur les 20,7 kilomètres de ligne entre ces deux gares, 10,5 kilomètres étaient sous des abris à neige et 2,5 kilomètres dans des tunnels. Cette partie de la ligne était la plus élevée du parcours, atteignant jusqu'à 1 301 mètres d'altitude au point culminant nommé Taugevatn.
Durant les années 1980, les nombreux ralentissements et coûts engendrés par l'enneigement de la voie de chemin de fer était un problème majeur de la NSB, et en 1983, le directeur, Robert Nordén, a lancé l'idée d'un tunnel traversant directement les montagnes. Il a été soutenu par l'équipe d'ingénieurs de la NSB, voyant en ce tunnel la solution à bien des problèmes. Les coûts de ce chantier furent estimés à 170 millions de NOK, en incluant le réaménagement de la section à l'est de Finse. À l'époque, il revenait en plus moins cher de construire un tunnel que de reconstruire les abris à neige tous les 20 ans.
Les plans ont été étudiés et validés par le parlement norvégien en 1987. Du fait de la possibilité de faire des économies importantes grâce à ces constructions, le parlement a demandé au ministère des Transports et des Communications de prioriser la construction du tunnel dans leurs budgets. Les calculs ont montré un ratio bénéfices-coûts de 1.93, faisant de ce projet un investissement très profitable pour le Gouvernement. La construction du tunnel a débuté en 1990.

### Construction

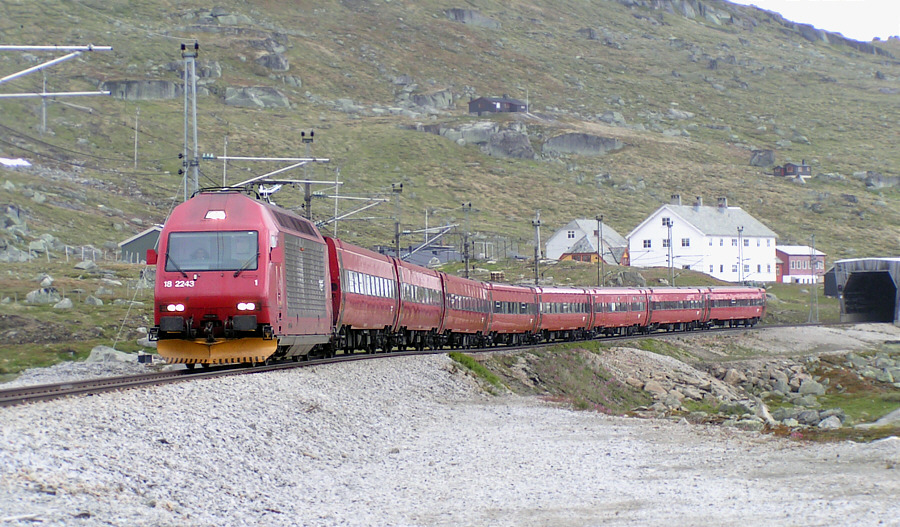
Un train en provenance d'Oslo quittant un abri à neige à l'Est de Finse

Le tunnel de Finse a nécessité de construire 2 kilomètres de ligne en plus pour dévier le trajet préexistant. Le nouveau trajet réduit la distance de la ligne de 4,5 kilomètres et de 8 à 10 minutes le temps pour parcourir la portion. La construction du tunnel a pris 2 ans (entre 1990 et 1992) mais le fait qu'il n'était pas encore électrifié le rendit impossible d'utilisation durant l'hiver 92-93. Son inauguration a eu lieu le 16 mai 1993 en présence du roi de Norvège, Harald V.
Dans le tunnel, un évitement de 900 mètres appelé Fagernut a été réalisé afin de garder la même distance entre tous les évitements de la ligne. Le centre de déneigement de Finse a définitivement fermé en 1996 à la suite de la création de ce tunnel.
La seconde partie du projet consista à réaménager 11 kilomètres de ligne entre Tunga et Finse, et a pu être fait, à l'exception d'un tunnel de 300 mètres. Cette seconde partie des travaux, qui fut réalisée en cinq étapes, pris fin en 1998, et permet de circuler sur cette portion à 170 km/h au lieu des 70 km/h de l'ancienne ligne.

## Sécurité

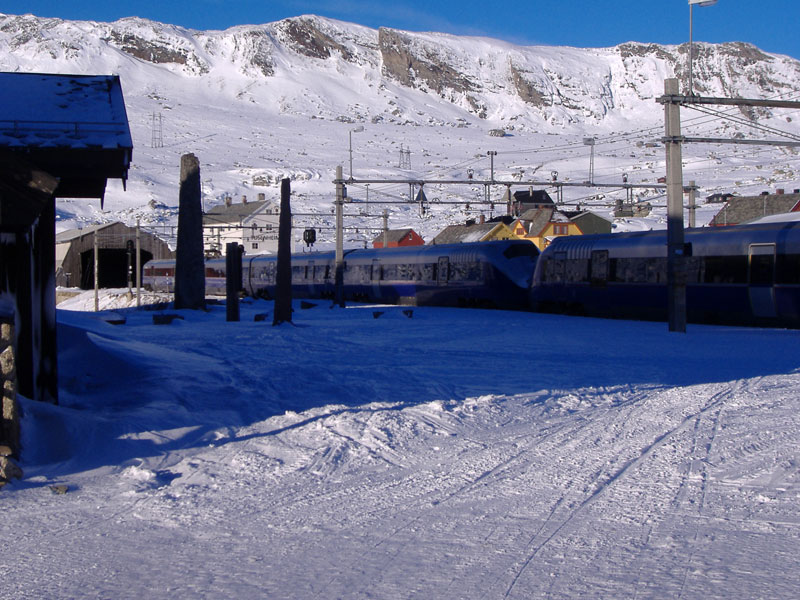
Un train au niveau de l'abri à neige de l'entrée Est du Tunnel de Finse

Un rapport de 2004 a averti que le tunnel de Finse pourrait être dangereux en cas d'incendie, du fait de la difficulté pour accéder au tunnel avec de l'équipement de secours. Bien que le tunnel est équipé de matériel de sécurité, comme des appareils de communication, des torches lumineuses et des aires de secours, le rapport souligne la difficulté pour évacuer le train et le tunnel en cas d'urgence. Il n'y a qu'un mètre de largeur de chaque côté du train, et il faudrait attendre 2 à 3 heures pour que les pompiers puissent arriver sur place. Cependant, le risque d'un incendie dans le tunnel reste très faible.